# Gran Huracán de Nueva Inglaterra de 1938
El gran huracán de Nueva Inglaterra de 1938 fue el primer gran huracán devastador en Nueva Inglaterra desde 1869. La tormenta se formó cerca de la costa de África, en septiembre de 1938 durante la temporada de huracanes del Atlántico de 1938, convirtiéndose en un huracán de la categoría 5 en la escala de huracanes antes de tocar tierra como un huracán categoría 3 en Long Island el 21 de septiembre. El huracán mató a más de 682 personas, más de 57,000 hogares fueron dañados o destruidos, y causó pérdidas de bienes estimados en 4,7 mil millones de $.

## Historia meteorológica

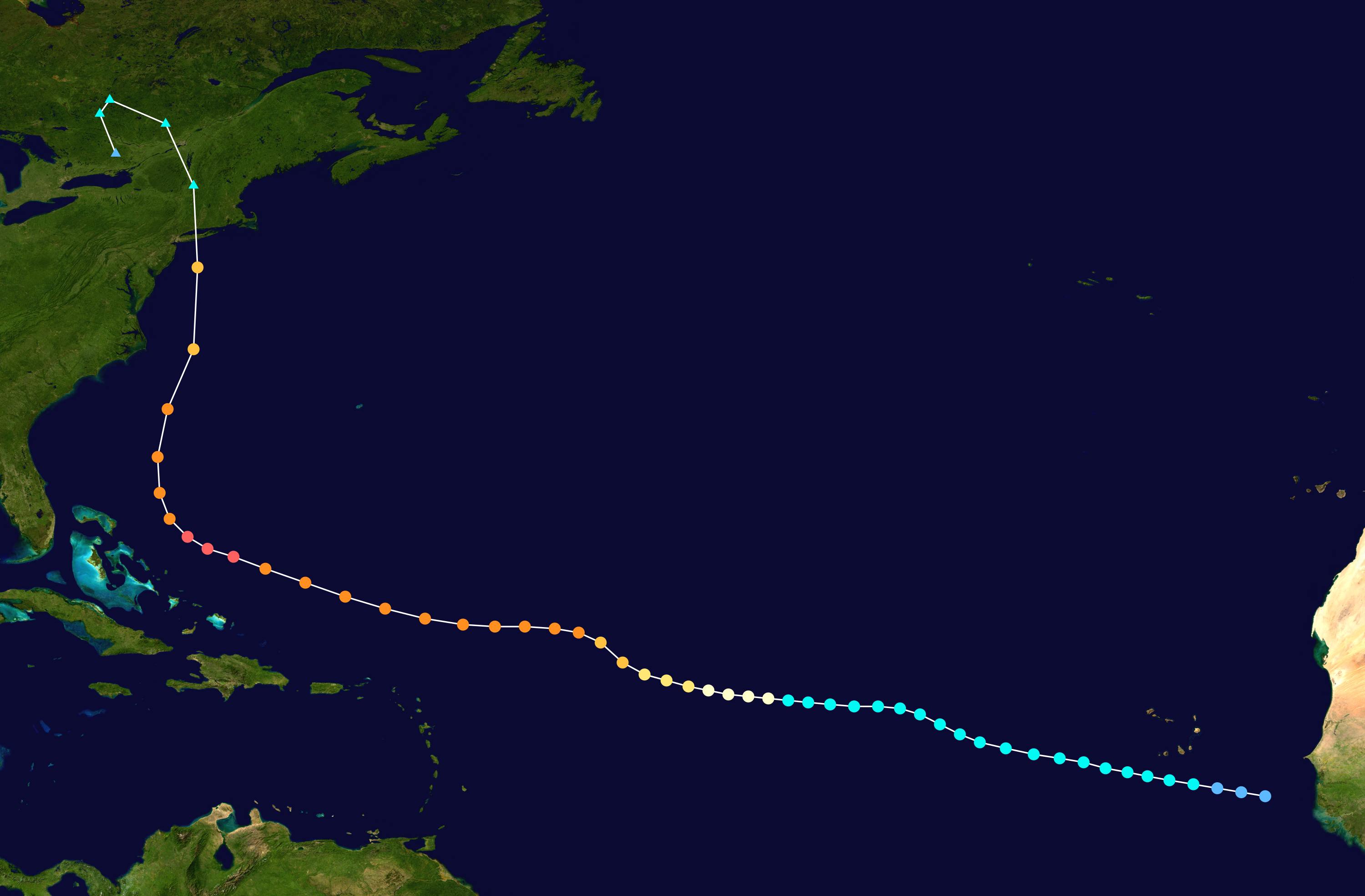
Trayectoria del Gran Huracán de Nueva Inglaterra.

La tormenta se formó en Cabo Verde en la zona oriental del océano Atlántico. Llegó a la categoría 5 en las Bahamas hacia el 20 de septiembre antes de girar hacia el norte. Esta tormenta es extremadamente inusual porque su velocidad de avance se acercó a 70 mph . El rápido movimiento inusual permitió a los huracanes que viajar lejos hacia el norte antes de que tuviera la oportunidad de debilitarse sobre aguas más frías.
El huracán fue previsto por el Servicio Meteorológico Nacional, y lo pronosticó para Miami, sino que continuó casi con rumbo norte. Se llegó a tierra firme en el Condado de Suffolk en Long Island, Nueva York el 21 de septiembre de 1938 como un fuerte huracán de categoría 3 en la actual escala Saffir-Simpson de huracanes con una presión central de 946 mbar. Posteriormente, viajó a través de Long Island Sound hacia Connecticut, Rhode Island, Massachusetts, Nuevo Hampshire, Vermont, y finalmente en Canadá mientras que aún se desplazaba de forma inusual y a una alta velocidad.
El huracán golpeó Long Island alrededor de las 3:30 p. m..

## Impacto

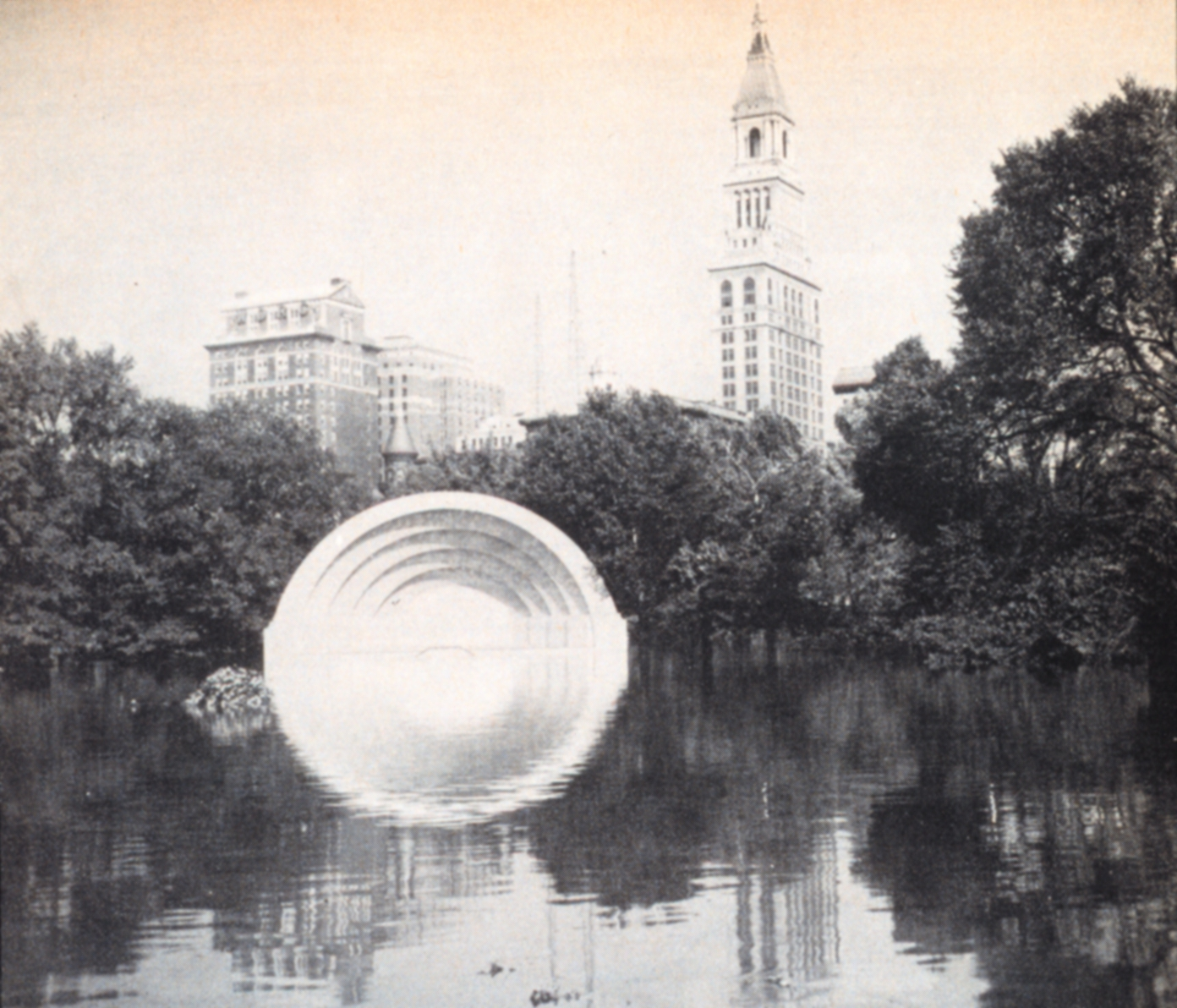
Inundación causada por el huracán en Hartford.

La mayoría de los daños causados por la tormenta fue debido a la marejada y el viento. El daño ajustado a inflación (de 2004) se estima en 6000 millones de dólares, siendo uno de los huracanes más grandes los EE. UU. continentales. Se estima que si un idéntico huracán azotara la zona en la actualidad causaría daños por valor de 39200 millones de dólares (de 2005), especialmente si tocara tierra sobre la ciudad de Nueva York. Aproximadamente 600 personas murieron en la tormenta en Nueva Inglaterra, la mayoría de Rhode Island, y hasta 100 personas en otros lugares de la ruta de la tormenta.
Este huracán es recordado como "El Expreso de Long Island", por su velocidad de avance sin precedentes y a que llegó a Long Island en unas horas.